# Sant Celoni
Sant Celoni è un comune spagnolo di 16 700 abitanti situato nella comunità autonoma della Catalogna.
Appartiene alla comarca Vallès Oriental della provincia di Barcellona.